# 生きて
「生きて」（いきて）は、Aqua Timezの17枚目のシングル。2014年12月3日にEpic Recordsから発売された。

## 概要
前作「エデン」以来、1年ぶりのシングルで、仲間由紀恵主演の『SAKURA〜事件を聞く女〜』主題歌となっている。 ドラマのタイアップは「つぼみ」以来、約２年3ヶ月ぶりとなる。
初回生産限定盤には、「Studio Live in 2014.0824」と「ヒナユメ Music Video Off Shot」が収録されたDVDが付属している。
キャッチコピーは通常版では、「会いたい人がいるということ、それがもう、会えない人だとしても。」。初回生産限定版では、「逢えない人がいるということ。心の底から、会いたい人だとしても。」。

## 収録曲
（全作詞・作曲：太志、編曲：Aqua Timez）

### CD
1. 生きて [5:11]
TBS系ドラマ『SAKURA〜事件を聞く女〜』主題歌。仮タイトルは「Life is beautiful」。
2. MASK（Shoes and Stargazing version） [5:43]
3. 生きて（Instrumental） [5: 09]

### DVD（初回生産限定盤のみ）
1. 等身大のラブソング（Studio Live in 2014.8.24）
2. 手紙返信（Studio Live in 2014.8.24）
3. Fly Fish（Studio Live in 2014.8.24）
4. ヒナユメ（Music Video Off Shot）

| スタブアイコン | サブスタブ | この項目は、まだ閲覧者の調べものの参照としては役立たない、シングルに関連した書きかけの項目です。この項目を加筆・訂正などしてくださる協力者を求めています（P:音楽/PJ:楽曲）。 |